# Liste de sujets portant le nom d'Euclide
Pour les articles homonymes, voir Euclide (homonymie).
Il s'agit d'une liste de sujets nommés en référence au mathématicien grec Euclide.

## Mathématiques

### Théorie des nombres
- Division euclidienne
- Algorithme d'Euclide
  - Algorithme d'Euclide étendu
- Lemme d'Euclide
- Théorème d'Euclide sur l'infinité des nombres premiers
- Nombre d'Euclide
- Suite Euclide-Mullin
- Verger d'Euclide

### Algèbre
- Anneau euclidien
- Corps euclidien
- Relation euclidienne

### Géométrie
- Géométrie euclidienne
  - Géométrie non euclidienne
- Distance euclidienne
  - Matrice de distance euclidienne
- Espace euclidien
  - Espace pseudo-euclidien
- Vecteur euclidien
- Topologie euclidienne
- Cinquième postulat d'Euclide

## Divers
- Éléments d'Euclide (ouvrage)
- Données (Euclide)
- Optique d'Euclide
- Euclides (cratère lunaire)
- Euclid (télescope spatial)
- Euclid (logiciel)
- Projet Euclide
- Euclid (ville américaine, Ohio)
- Rue Euclide à Bordeaux